# كلارك غوف
كلارك غوف (بالإنجليزية: Clark Goff)‏ هو لاعب كرة قدم أمريكية أمريكي، ولد في 6 ديسمبر 1917 في North Braddock, Pennsylvania ‏ في الولايات المتحدة، وتوفي في 3 فبراير 1998 في بيتسبرغ في الولايات المتحدة.

## وصلات خارجية
- كلارك غوف على موقع مرجع كرة القدم المحترفة.كوم (الإنجليزية)